# Roscoe Lockwood

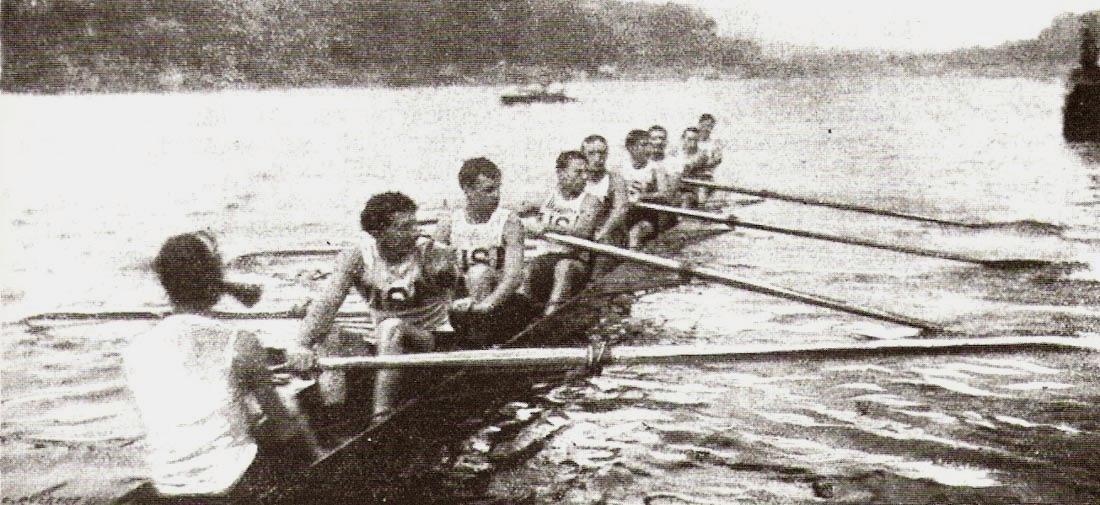
Die Olympiasieger aus Philadelphia 1900

Roscoe Conkling Lockwood (* 22. November 1875 in Upper Pittsgrove, New Jersey; † 24. November 1960 in Moorestown, New Jersey) war ein amerikanischer Ruderer. Roscoe Lockwood ruderte für den Vesper Boat Club. 
Als bei den Olympischen Spielen 1900 in Paris erstmals olympische Ruderwettbewerbe ausgetragen wurden, war der Achter des Vesper Boat Club das einzige amerikanische Boot am Start. William Carr, Harry DeBaecke, John Exley, John Geiger, Edwin Hedley, James Juvenal, Roscoe Lockwood, Edward Marsh und Steuermann Louis Abell siegten mit sechs Sekunden Vorsprung auf den belgischen Achter.  
Lockwood war neben Steuermann Abell der einzige Ruderer des Olympia-Achters, der aus New Jersey kam. Er kehrte später nach New Jersey zurück und war in Moorestown bei der staatlichen Alkoholaufsicht tätig.